# Antonin Gourju
Pour les articles homonymes, voir Gourju.
Antoine Pierre Gourju dit Antonin Gourju, né le 11 septembre 1847 à Lyon et décédé le 10 mars 1926 à Lyon, est un homme politique français, catholique libéral, ancien sénateur du Rhône.

## Biographie
Issu d'un milieu républicain conservateur et catholique, il est le fils du philosophe Clément Gourju et le petit-fils de l'universitaire lyonnais Pierre Gourju.
Il obtient son doctorat de droit à l'Université de Dijon, où il exerce comme avocat de 1868 à 1871, puis à Roanne, où il est bâtonnier de 1874 à 1876, puis au barreau de Lyon à partir de 1878. 
Élu conseiller municipal de Lyon en 1896, conseiller général de 1898 à 1926, il est président de la commission départementale pour l’aménagement du Rhône. Sénateur du Rhône de 1900 à 1909, il soutient à partir de 1903 la politique progressiste de la Fédération républicaine qui vient d'être fondée et qui constitue un centre droit républicain, également opposé à la politique anticléricale du Bloc des gauches et à la conception cléricale de défense religieuse. 
Antonin Gourju se retrouve aux côtés d'hommes politiques lyonnais comme Édouard Aynard, Auguste Isaac ou Laurent Bonnevay. Il prend une large part aux débats sur la Séparation et sur l'enseignement secondaire. Le 14 juin 1901 il tenta en vain de défendre les congrégations. La loi fut votée au Sénat le 23 juin et promulguée au début de juillet 1901. 
Non réélu en 1909 et 1912, il retrouve son siège en 1920.
Le 4 décembre 1923, il dépose une proposition de loi conférant aux femmes le droit de vote au même âge qu'aux hommes.

## Hommages
La place Antonin-Gourju, située dans le 2e arrondissement de Lyon lui est dédié.

## Publications
- La Réserve, étude de droit civil, 1870, Paris Lib. Thorin
- La Côte d'Or au siège de Paris, 1870
- À la recherche d'une seconde chambre, 1874, Roanne Imp. Ferlet, Paris Lib. Thorin